# 文克巴赫河
50°43′52″N 8°43′08″E / 50.731°N 8.719°E

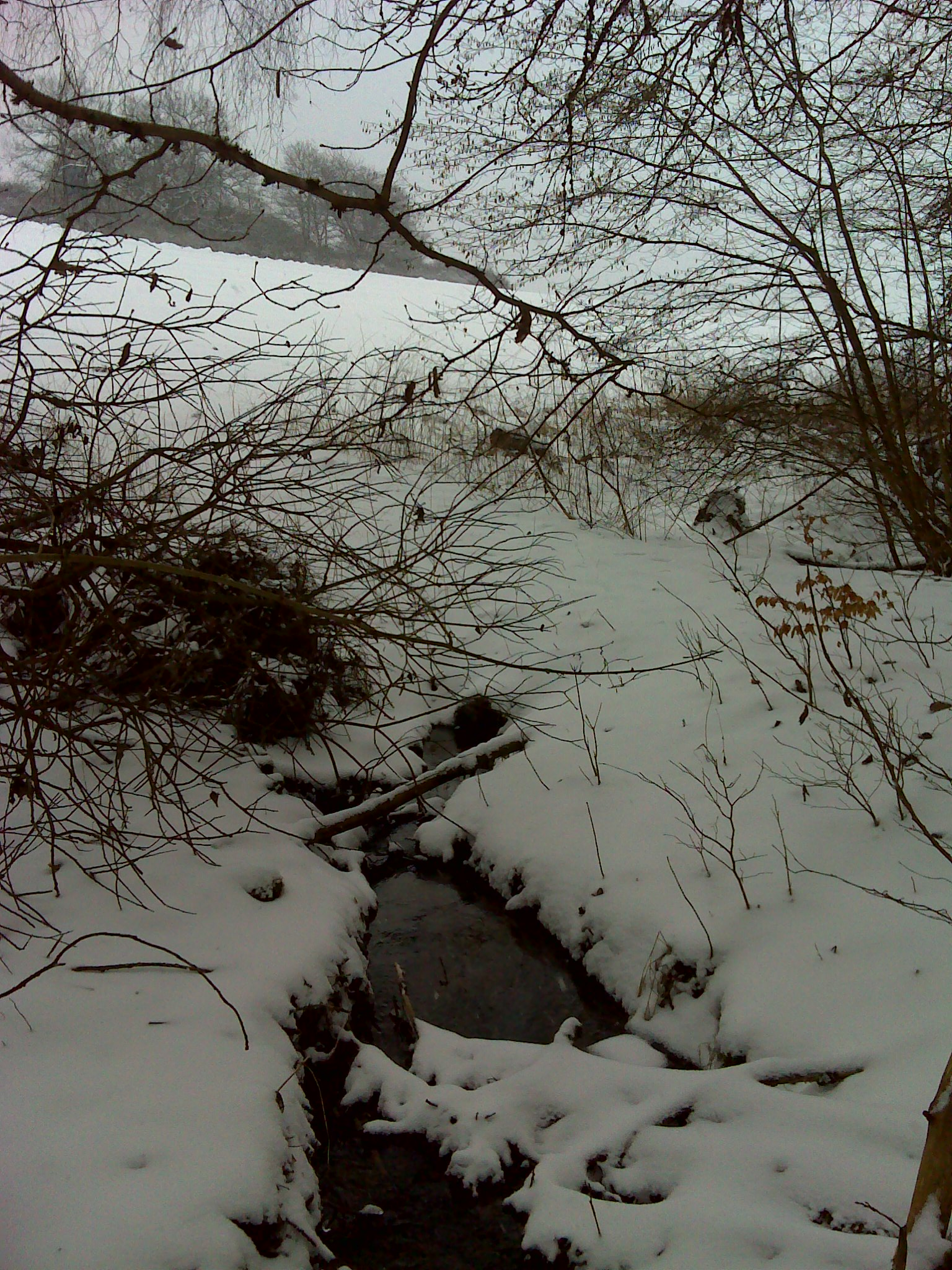

文克巴赫河（德語：Wenkbach），是德國的河流，位於該國中部，由黑森州負責管轄，屬於蘭河的右支流，處於蘭河畔魏瑪，河道全長6.4公里，流域面積8.4平方公里